# Tamboerskloof
Tamboerskloof es un vecindario de Ciudad del Cabo, Sudáfrica, en la ladera del Monte Mesa (Table Mountain). Se encuentra adyacente a los Jardines Kirstenbosch, y es asiento de la escuela primaria Jan van Riebeeck.
- Datos: Q3073402
- Multimedia: Tamboerskloof / Q3073402